# Ignacy Nowak (poseł)
Ignacy Nowak (przybrane nazwisko „Ignacy Borowicz”) (ur. 11 lipca 1887 w Mądrych, zm. 30 grudnia 1966 w Poznaniu) – polski lekarz ginekolog, działacz społeczny, poseł na Sejm III kadencji (1930–1935) i Sejm IV kadencji (1935–1938) w II Rzeczypospolitej.

## Życiorys

### Wykształcenie
Ukończył w 1908 roku gimnazjum w Śremie, odbył studia lekarskie w Lipsku i Monachium, zdał egzamin państwowy 22 lipca 1913 roku i 1 sierpnia 1914 roku uzyskał prawo wykonywania zawodu, po otrzymaniu stopnia doktora medycyny. W 1915 roku zrobił specjalizację w zakresie ginekologii w Królewskiej Klinice dla Kobiet w Dreźnie. 15 maja 1955 roku zdał egzamin na specjalistę II stopnia w zakresie ginekologii i położnictwa. 

### Działalność niepodległościowa

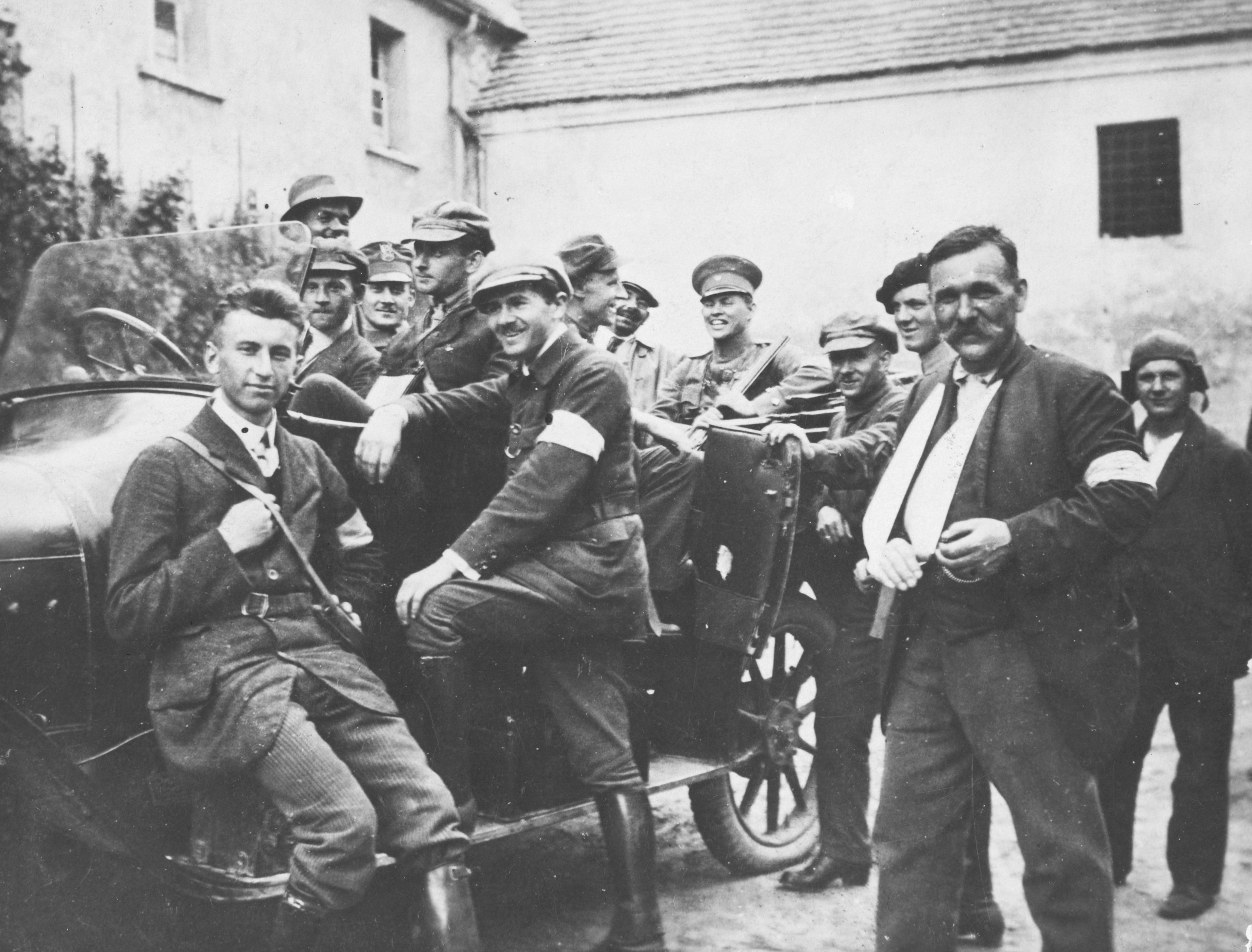
Sztab I Dywizji Powstańczej i dowództwo 3 Pułku Piechoty po zajęciu Zalesia podczas III powstania śląskiego. Dr Ignacy Nowak – szósty od prawej, za samochodem.

W gimnazjum był członkiem Towarzystwa Tomasza Zana, na uniwersytetach niemieckich należał do Związku Młodzieży Polskiej „Zet” i Zjednoczenia Młodzieży Polskiej Zagranicą: uczestniczył w zjazdach obu organizacji w Zurychu i był ich przedstawicielem na zjazdach polskich organizacji młodzieżowych we Lwowie i Genewie. Podczas powstania wielkopolskiego współorganizował punkt opatrunkowy w Poznaniu i pociąg sanitarny w Szubinie, Żninie i Wągrowcu.
Wiosną 1919 roku, pracując jako chirurg 1 Szpitala Wielkopolskiego, uczestniczył w walkach o Lwów, następnie do lipca 1920 roku i ponownie na przełomie lat 1921/22 pracował w Klinice Ginekologiczno-Położniczej w Poznaniu. W czasie II powstania śląskiego w 1920 roku kierował wydziałem kulturalnym Polskiego Komisariatu Plebiscytowego w Bytomiu, w czasie III powstania śląskiego był lekarzem i szefem sanitarnym Dywizji i Grupy „Wschód” (od listopada 1919 roku w stopniu kapitana-lekarza). 
Dokumentował zbrodnie niemieckiego Selbstschutzu na polskich działaczach narodowych, powstańcach śląskich i ludności cywilnej. Dokonał oględzin zwłok ekshumowanych w Starym Koźlu, a zmasakrowanych przez Niemców 8 maja 1921 roku w lesie pod Pogorzelcem: Jana Kałuży, Józefa Chońcy, braci Jana i Ignacego Leszczyków - członków POW z Brzeziec, Józefa Droni z Lenartowic oraz Leona Stolorza ze Starego Koźla. 18 maja 1921 roku przeprowadził obdukcję i identyfikację ofiar masakry dokonanej przez oddziały Selbstschutz Oberschlesien na ludności cywilnej w Strzebniowie pod Gogolinem, z której sporządził raport przekazany wraz z dokumentacją fotograficzną (filmy) dowództwu Grupy „Wschód”.

### Praca lekarza
Po odbyciu specjalizacji w okresie od 1 stycznia 1916 do 15 lipca 1918 roku pracował w Szpitalu Miejskim w Wiesbaden jako starszy asystent oddziału chirurgicznego i ginekologiczno-położniczego. Od 1 października 1917 roku był zastępcą starszego lekarza na oddziale chirurgicznym. W październiku 1918 roku został zatrudniony w Szpitalu Garnizonowym w Poznaniu (porucznik-lekarz), gdzie pracował do lipca 1920 roku.
Od lipca 1921 roku do października 1922 roku był zatrudniony w Uniwersyteckiej Klinice Położniczo-Ginekologicznej w Poznaniu jako prymariusz oddziału i zastępca dyrektora, a jednocześnie wykładowca w szkole podchorążych. Od listopada 1922 roku organizował oddział położniczo-ginekologiczny w Szpitalu Spółki Brackiej w Królewskiej Hucie. Był potem jego ordynatorem. Sprawował funkcję dyrektora pierwszej polskiej szkoły położnych na Górnym Śląsku. 

### Praca społeczna i polityczna
Pełnił szereg funkcji społecznych, był m.in.: prezesem Towarzystwa Lekarzy Polaków (w kadencji 1924/1925), prezesem Śląskiej Okręgowej Izby Lekarskiej (1935–1939), Związku Gospodarczego Lekarzy Polaków na Śląsku (1925–1927) i członkiem Naczelnej Izby Lekarskiej w Warszawie.
Był członkiem Magistratu i zastępcą przewodniczącego Rady Miejskiej w Chorzowie, członkiem Narodowo-Chrześcijańskiego Zjednoczenia Pracy (od chwili jego powstania) i Związku Naprawy Rzeczypospolitej. Działał w Związku Obrony Kresów Zachodnich (potem pod nazwą Polski Związek Zachodni): od 1931 roku był prezesem okręgu śląskiego w Katowicach, członkiem jego Rady Naczelnej i Zarządu Głównego. W 1934 roku uczestniczył w I Zjeździe Niepodległościowców byłej dzielnicy pruskiej w Poznaniu, w 1935 roku współorganizował X Zjazd Higienistów Polskich w Katowicach, w 1936 roku był członkiem komitetu honorowego, prezydium i komisji programowej Zjazdu na 50-lecie ZMP „Zet” w Warszawie. 
W wyborach parlamentarnych w 1930 roku został wybrany posłem na Sejm III kadencji (1930–1935) z listy nr 1 (BBWR) w okręgu wyborczego nr 38 (Huta Królewska). W kadencji tej był członkiem klubu BBWR. Zrzekł się mandatu 6 lutego 1931 roku.
W wyborach parlamentarnych w 1935 roku został wybrany posłem na Sejm IV kadencji (1935–1938) 41 413 głosami z okręgu nr 88, obejmującego powiaty: katowicki – miejski i chorzowski – miejski. W kadencji tej był przewodniczącym Parlamentarnej Grupy Województwa Śląskiego oraz Grupy Wiejskich Działaczy Społecznych. Pracował w komisjach: spraw zagranicznych, zdrowia publicznego i opieki społecznej (w 1936 roku był zastępcą przewodniczącego), w marcu 1936 roku został wybrany do dwóch specjalnych Komisji: budowlanej oraz do rozważenia projektu ustawy o upoważnieniu Prezydenta RP do wydawania dekretów. Od 7 lutego 1936 roku był wiceprezesem Sądu Marszałkowskiego. W Sejmie IV kadencji był kontrkandydatem Walerego Sławka w wyborach na urząd Marszałka Sejmu. 

### II wojna światowa i po wojnie
Uczestniczył w kampanii wrześniowej 1939 roku jako lekarz szpitala wojennego nr 5, następnie przedostał się do Lwowa, skąd w marcu 1940 roku przez Rumunię dotarł do Francji, a następnie do Wielkiej Brytanii. Od czerwca 1944 roku służył jako oficer łącznikowy (w stopniu majora czasu wojny) PSZ we Francji, w kwietniu i maju 1945 roku opiekował się więźniami obozów z okolic Kassel. 
Po demobilizacji 10 maja 1946 roku wrócił do Polski i do 1952 był ordynatorem oddziału ginekologiczno-położniczego tegoż szpitala w Chorzowie (szpital nr 3 Wydziału Zdrowia). 1 stycznia 1953 roku przeszedł na emeryturę, pracował jednak w poradniach K w ambulatoriach Huty „Kościuszko” i kopalni „Barbara-Wyzwolenie” w Chorzowie do 1957 roku, kiedy to 31 grudnia Wydział Zdrowia Prezydium Miejskiej Rady Narodowej w Chorzowie rozwiązał z nim umowę o pracę z powodu choroby. 
Był działaczem Okręgowej Izby Lekarskiej w Katowicach i honorowym członkiem Polskiego Towarzystwa Ginekologicznego. W latach 1947–1950 był członkiem zarządu PZZ, w 1946 roku – członkiem zarządu Okręgowego Związku Zawodowego Pracowników Służby Zdrowia, PCK, Towarzystwa Przyjaźni Polsko-Radzieckiej i redaktorem „Ginekologii Polskiej”. Pochowany na cmentarzu Jeżyckim (kwatera P-21-42).

## Ordery i odznaczenia
- Krzyż Niepodległości (15 kwietnia 1932)[7]
- Krzyż Oficerski Orderu Odrodzenia Polski (27 listopada 1929)[8]
- Krzyż Kawalerski Orderu Odrodzenia Polski (2 maja 1923)[9][10]
- Krzyż Walecznych
- Śląski Krzyż Powstańczy[2]

## Życie prywatne
Był synem Michała (zm. 1907), rolnika, i Jadwigi z Bilskich (zm. 1922). Ożenił się 26 września 1922 roku z Marią Stroińską, z którą miał syna Andrzeja (ur. 1926) – lekarza ginekologa.